# ジ・ウォラス
ジ・ウォラス（Ji Wallace、1977年6月23日 - ）は、オーストラリア、ビクトリア州、リズモア出身の体操選手。2000年に開催されたシドニーオリンピックのトランポリン競技では銀メダルを獲得した。

## 来歴
地元オーストラリアの国内大会で頭角を現し、1996年に開催された第19回世界トランポリン競技選手権のダブルミニトランポリン競技で金メダルを獲得したことで、国際的な知名度を得た。
2000年開催のシドニーオリンピックではトランポリン競技にて銀メダルを受賞している
。
2005年に同性愛者であることをカミングアウトし、オーストラリア人として初のゲイゲームズアンバサダーに就任した。2012年8月にゲイ向けタブロイド紙「Sydney Star Observer」にてHIV陽性を公表した。
北京オリンピック出場を目指したものの、2007年にケベック・シティーで行われた第25回世界トランポリン競技選手権のオリンピック選考にて敗れ、出場を逃した。
2008年10月に演技中に重大事故に遭い、21か月に及ぶ右踝のリハビリの後、歩行可能になるまでに回復した。